# Паровоз системы Гарратт

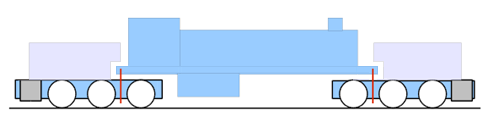
Схема системы Гарратт

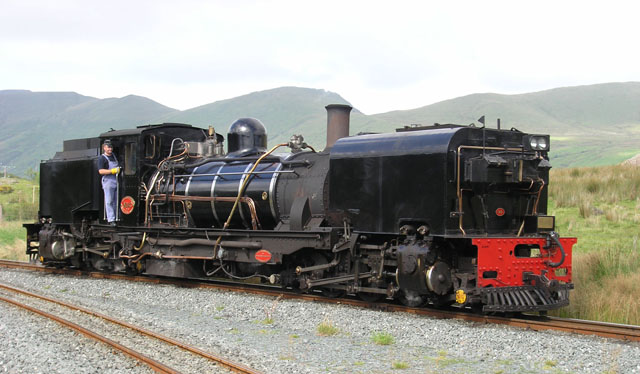
Паровоз системы Гарратт на Валлийской нагорной железной дороге

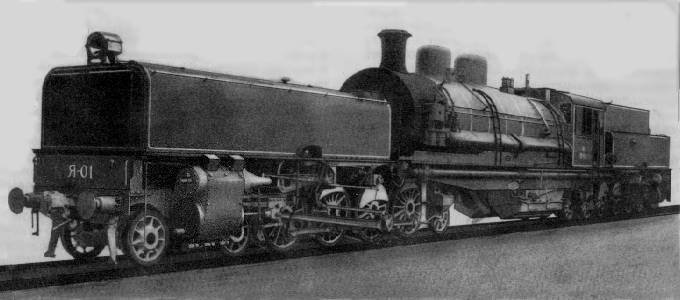
Советский паровоз Я-01 системы Гарратт

Паровоз системы Гарратт — тип сочленённого паровоза, при котором паровые машины располагаются на двух отдельных экипажах, где размещаются ёмкости для воды и топлива. На этих двух экипажах устанавливается рама-мост, на которой находится паровой котёл. Впервые данная система была предложена английским инженером Гарраттом (англ. Herbert William Garratt, 1864—1913), в честь которого и получила своё название.
Преимущество такой системы заключается в том, что на паровозе можно получить колосниковую решётку большей ширины, а следовательно и площади. Недостатком такой системы являлось большое колебание сцепного веса при расходе воды и топлива, а также длинные паропроводы от котла к машинам, что приводило к большим потерям тепла и конденсации пара при пониженных температурах.
Паровозы такой системы получили наибольшее распространение на узкоколейных железных дорогах Африки, а также Австралии, где при ограниченных габаритах эта система позволяла получить топку бо́льших размеров, что позволяло повысить мощность паровоза. Также несколько паровозов этой системы эксплуатировались на железных дорогах Южной Америки.
В СССР единственным образцом системы Гарратт являлся опытный паровоз типа 2-4-1—1-4-2 серии Я-01. Он был изготовлен в 1932 году в Англии и в том же году поступил на железные дороги НКПС. Однако применение такого паровоза на советских железных дорогах не оправдало ожиданий специалистов — применение системы не дало существенного увеличения мощности паровоза. Поэтому после испытаний вскоре паровоз был отстранён от поездной службы, а в 1957 году порезан на металлолом.
Паровоз системы Гаратт можно увидеть в железнодорожном музее Виланова (муниципалитет Виланова-и-ла-Жельтру в провинции Барселона, Испания).